# Ákos Ráthonyi
Ákos Ráthonyi (Budapest, 26 marzo 1908 – Bad Wiessee, 6 gennaio 1969) è stato un regista e sceneggiatore ungherese.

## Biografia
Figlio di un cantante di operetta, studiò dall'età di 17 anni alla facoltà di Diritto all'Università di Budapest e in seguito teologia nei Paesi Bassi; conseguiti entrambi i diplomi a 21 anni, diventò sacerdote della Chiesa cattolica liberale. Andò in missione in India e lì si ammalò di malaria. 
Richiamato in patria, venne sollevato dai suoi obblighi di sacerdozio e cominciò la carriera di attore nel 1929 al British National Theater di Londra; dopo l'avvento del cinema sonoro, decise di passare dietro la macchina da presa a causa della sua pronuncia non perfetta e iniziò come assistente regista. 
Dopo un incontro con Alexander Korda, fece un viaggio negli Stati Uniti, scrivendo alcune sceneggiature per Hollywood; dopo l'esperienza statunitense, rientra in Europa e muove i primi passi indipendenti da regista a Parigi. 
Nel 1935 svolge il servizio militare in Ungheria e in seguito fondò insieme a Gyula Trebitsch a Budapest una casa di produzione e di distribuzione dei film per le prime visioni; dal 1936 diresse alcuni film ungheresi dei quali scrisse anche la sceneggiatura. 
Durante la seconda guerra mondiale, girò tre pellicole in Italia; nel 1947 tornò a Budapest e, sotto l'egida di Alexander Korda, lavorò spesso in Germania, vivendo alternativamente tra Londra e Amburgo. 
Diresse spesso commedie, ma anche gialli, come Das Geheimnis der gelben Narzissen (Il segreto dei narcisi gialli) del 1961, di orrore come Der Fluch der grünen Augen (La maledizione degli occhi verdi) del 1964 e persino erotici come il suo ultimo lavoro, Zieh dich aus, Puppe, (Togliti i vestiti, bambola) del 1968; si sposò con l'attrice Klári Tolnay, dalla quale ha avuto una figlia, anch'essa attrice, Zsuzsa Ráthonyi.

## Filmografia

### Film ungheresi
- Tisztelet a kivételnek (1936)
- Fizessen, nagysád! (1937)
- Megvédtem egy asszonyt (1938)
- A hölgy egy kissé bogaras (1938)
- Gyimesi vadvirág (1938)
- Tizenhárom kislány mosolyog az égre (1938)
- Fűszer és csemege (1939)
- Un bacio e nulla più (A nőnek mindig sikerü) (1940)
- Jöjjön elsején! (1940)
- A szerelem nem szégyen (1940)
- Un'avventura a Serajevo (Sarajevo) (1940)
- Egy csók és más semmi (1940)
- Vissza az úton (1941)
- Un piacevole imbroglio (Balkezes angyal) (1941)
- Havasi napsütés (1941)
- Katyi (1942)
- Kádár kontra Kerekes (1942)
- Ágrólszakadt úrilány (1942)
- Jómadár (1943)
- Anyámasszony katonája (1943)
- Muki (1944)
- Menekülő ember (1944)
- Aranyóra (1945)
- Renee XIV (1946)

### Film italiani
- La fortuna viene dal cielo (1942)
- Una volta alla settimana (1942)

### Film tedeschi
- Genoveffa la racchia (Kätchen für alles) (1949)
- Absender unbekannt (1950)
- Maharadscha wider Willen (1950)
- Mädchen mit Beziehungen (1950)
- Schön muß man sein (1951)
- Engel im Abendkleid (1951)
- Das unmögliche Mädchen (1951)
- Don't Blame the Stork (1951)
- Warrenné mestersége (1960)
- Das Geheimnis der gelben Narzissen (1961)
- Geliebte Hochstaplerin (1961)
- Toller Hecht auf krummer Tour (1961)
- Der Fluch der grünen Augen (1964)
- St. Pauli Herbertstraße (1965)
- Jungfrau aus zweiter Hand (1967)
- Der nächste Herr, dieselbe Dame (1968)
- Zieh dich aus, Puppe (1968)